# Redes de relacionamentos
Redes de relacionamentos na internet são sites como Orkut, Friendster, LinkedIn que permitem criar e manter comunidades.
A partir do momento no qual o individuo entra nessas redes, a sua privacidade estará aberta a todos os usuários da Internet, ou seja, a sua vida passa a ser pública e sem restrição de acesso. Isso os transformam num atalho para controlar o mesmo, obter informações sobre a rotina, o estilo de vida e as diferentes identidades através das comunidades que este participa.
Existem pessoas que “clonam” o perfil de uma outra e utiliza o seu nome desta para ferir moralmente outros individuo dos quais muitas vezes estão relacionadas com a vitima. Além disso, são redes de comunicação e ampliação de movimentos radicais, racistas e até mesmo de organizações criminosas.
Outro método encontrado por usuários é o MSN, no qual você pode ou não autorizar uma pessoa para iniciar uma conversa, sendo ela particular ou com mais participantes se assim preferir. Este médoto é mais sigiloso, uma vez que somente o interessado recebe as mensagens a ele destinado. Por esse programa, fotos, documentos ou qualquer outro arquivo pode ser enviado via internet.
Entretanto, apesar de útil, o contato físico com um amigo é perdido, já que a conversa se torna apenas uma troca de frases sem sentimentos reais, muitas vezes expresso e compreendido de maneira errada.